# كرايغ ورثينجتون
كرايغ ورثينجتون (بالإنجليزية: Craig Worthington)‏ هو لاعب كرة قاعدة أمريكي، ولد في 17 أبريل 1965 في لوس أنجلوس في الولايات المتحدة.

## وصلات خارجية
- كرايغ ورثينجتون على موقع دوري كرة القاعدة الرئيسي (الإنجليزية)
- كرايغ ورثينجتون على موقع الدوري الياباني لكرة القاعدة (الإنجليزية)
- كرايغ ورثينجتون على موقعبيزبول رفرنس.كوم (الدوري الرئيسي) (الإنجليزية)
- كرايغ ورثينجتون على موقعبيزبول رفرنس.كوم (الدوري الثانوي) (الإنجليزية)
- كرايغ ورثينجتون على موقع إي إس بي إن.كوم (أم.أل.بي) (الإنجليزية)
- كرايغ ورثينجتون على موقع مشجعي الرسوم البيانية (الإنجليزية)